# Aedes saperoi
Aedes saperoi är en tvåvingeart som beskrevs av Knight 1946. Aedes saperoi ingår i släktet Aedes och familjen stickmyggor.
Artens utbredningsområde är Filippinerna. Inga underarter finns listade i Catalogue of Life.